# Серединский
Серединский — хутор в Успенском районе Краснодарского края России. Входит в состав Веселовского сельского поселения.

## География
Хутор расположен в 12 км к северу от центра сельского поселения — хутора Весёлого.

## Население
| 2002 | 2010 |
| ---- | ---- |
| 248  | ↘130 |